# EuroNight

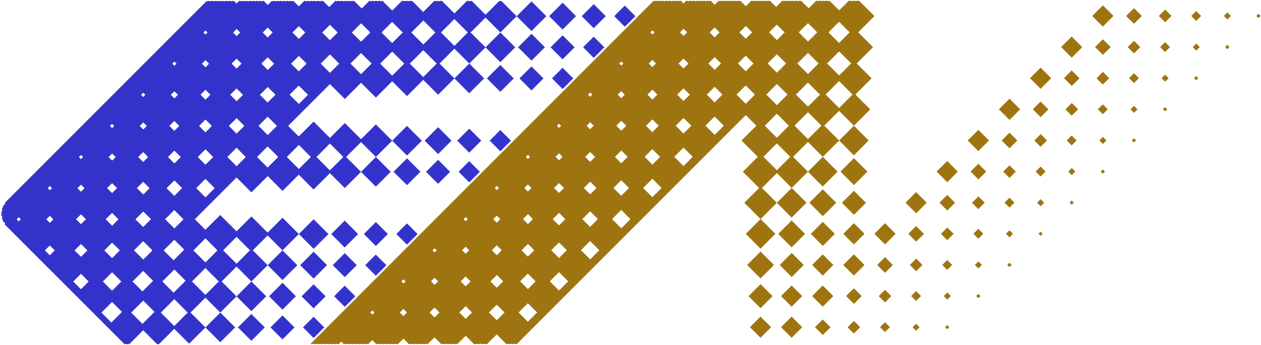
EuroNight.

EuroNight (abreviado EN) es una denominación que se utiliza para trenes nocturnos que unen diversos países europeos. Son la versión nocturna de los servicios EuroCity, equipados con coches cama.

## Descripción
Casi todos los servicios EuroNight son internacionales aunque algunas naciones con grandes territorios como Francia y Alemania operan servicios EN nacionales. En general son operados por diversas empresas ferroviarias y muchas compañías comparten coches en la ruta.
Los trenes EN se convirtieron en el estándar de los servicios nocturnos de pasajeros en toda Europa Occidental y en la mayoría de Europa Central. Los trenes EuroNight tienen determinados criterios de calidad que las empresas ferroviarias deben cumplir para poder utilizar el nombre EN.
Los números de los trenes incluye el prefijo EN. Algunos trenes llevan el nombre que originalmente designaban servicios en la misma ruta durante fines del siglo XIX y principios del siglo XX.

## Compañías ferroviarias

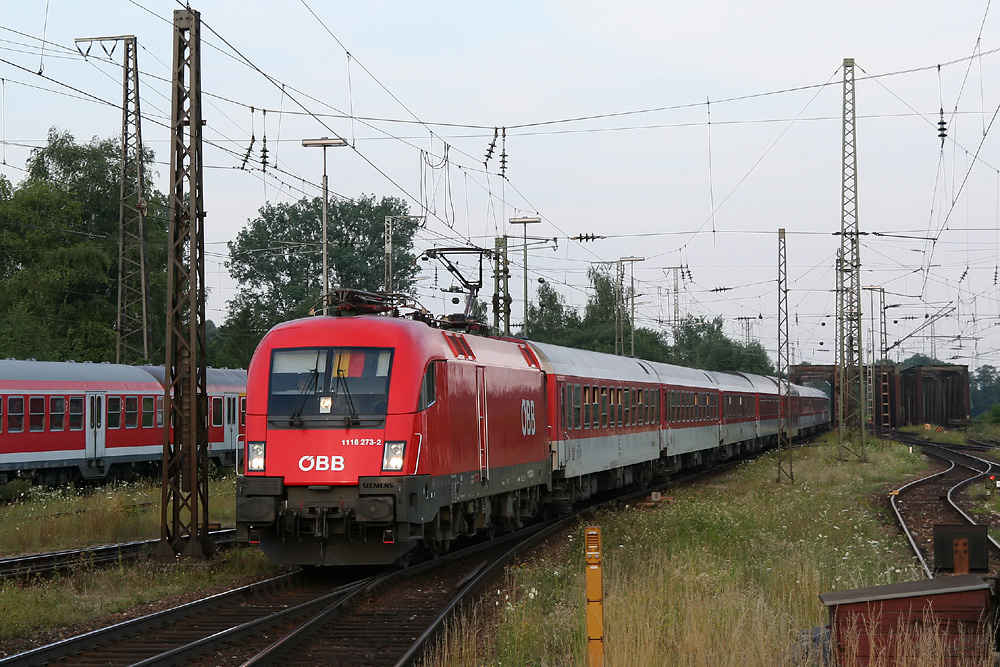
El EN 482 Múnich–Copenhague en Donauwörth.

Son numerosas las compañías actualmente afectan coches de pasajeros y personal a líneas EN. Algunas compañías comparten coches en un mismo tren, por ejemplo el servicio EN 235 entre Viena y Roma comparte coches de la austríaca ÖBB y la italiana Trenitalia.
- ÖBB de Austria (introduciendo en diciembre de 2016 su servicio Nightjet)
- HŽ de Croacia
- ČD de la República Checa
- SNCF de Francia (como parte de su marca Intercités de nuit )
- DB de Alemania
- MÁV de Hungría
- Trenitalia de Italia
- CFL de Luxemburgo
- NS de Países Bajos
- PKP Intercity de Polonia
- CFR de Rumania
- ZSSK de Eslovaquia
- Renfe de España
- SJ de Suecia
- SBB de Suiza
- SŽ de Eslovenia.

La alemana DB también opera sus propios trenes de pasajeros nocturnos denomandos DB NachtZug que ofrecen servicios y cabinas de mayor calidad que los EN tradicionales. Además DB junto con ÖBB, DSB y SBB-CFF-FFS operaban servicios con calidad de hotel denominados CityNightLine entre Alemania, Suiza, Austria, Dinamarca, Bélgica y los Países Bajos, sin embargo finalizó todos sus propios servicios de trenes nocturnos en diciembre de 2016.

## Rutas
Los EuroNight cubren numerosas rutas entre ciudades europeas importantes, si bien su número es muy inferior a las de EuroCity. Actualmente la mayoría de servicios se desarrollan en trayectos que unen las grandes ciudades del centro de Europa.